# 夢子
夢子キャサリン（ゆめこ きゃさりん、1992年4月21日 - ）は、日本のモデル。本名、小口キャサリン夢子。旧名、夢子。
所属事務所はサトルジャパン/Sugar&Spice。

## 来歴
茨城県出身。茨城県立竹園高等学校、早稲田大学文化構想学部卒業。高校時代は文芸部に所属していた。

## 人物
- 日本とカナダのハーフ。
- 身長171cm、血液型A型。
- 特技はバレエ・ピアノ・乗馬。

## 出演

### CM
- 江崎グリコ「牧場しぼり」（2023年）
- ホテルメトロポリタン盛岡「ブライダル」 （2012年 - 2013年）
- 日立ビルシステム「BIVALE」 （2011年 - 2013年）
- 伊藤忠都市開発・NTT都市開発 タンタタウン（2003年 - 2005年）
- SCE PSP ギガパック（2005年）
- SONY 環境広告 犬の赤ちゃん篇（2005年）
- 明治製菓 キシリッシュ（2006年）
- 日立ビルシステム 企業イメージ バレリーナ編（2008年）

### スチール
- ネイチャーラボ「DASODA」 （2012年 - 2013年）
- LUCUA （2013年）
- 大丸百貨店「東京店グランドオープン」
- 明治記念館
- 帝国ホテル[ウェディング」 （2012年 - 2014年）
- DHC化粧品（2005年 - 2007年）
- サマンサモスモス（2005年 - 2007年）
- 尾崎商事・MICHEL KLEIN scolaire（2005年）
- UNIQLO（2006年）
- 小説 「夢を与える」（綿矢りさ著） 表紙（2007年）
- オンワード樫山 組曲
- チャコット MALAKHOV by Chacott
- セシール
- mod's hair

### 雑誌
- anan、装苑、VoCE、SPUR、with、MORE、MAQUIA、ゼクシィ、PS、spoon、mina、spring、CUTiE、mini、Zipper、JILLE、花椿、ef、nicola、Sesame、メロン、ちゃお、ピチレモン、他

### ショー
- YEAH RIGHT 2013SS
- WELLA TREND VISION 2012
- GINZA RUNWAY 2012

### テレビ
- 使える!伝わる にほんご（NHK Eテレ、2014年4月 - ）

### 映画
- 映画「嫌われ松子の一生」（2006年）

### 舞台
- ミュージカル 「森は生きている」（2004年）

### PV
- スピッツ 「さわって・変わって」（2001年）
- 藤井フミヤ「君が僕を想う夜」（2005年）

### イベント
- 愛・地球博
- RMK

### その他
- esper.　webサイトイメージ
- 宝島社 Livly islandガイドブック
- 綿矢りさ『夢を与える』装幀モデル